# Aleksinački Rudnik
Aleksinački Rudnik (in serbo Алексиначки Рудник?) è una città della Serbia situata nella municipalità di Aleksinac, nel distretto di Nišava. La popolazione è di 1 467 abitanti (censimento del 2002).